# Modello di Drude

Modello di Drude: gli elettroni (in blu) rimbalzano continuamente contro gli ioni del cristallo (in rosso), più pesanti e quasi stazionari.

Il modello di Drude della conduzione elettrica fu proposto nel 1900 da Paul Drude per spiegare le proprietà di trasporto degli elettroni nei materiali, in particolare nei metalli. Il modello di Drude, che è l'applicazione della teoria cinetica dei gas agli elettroni in un solido, assume che il comportamento microscopico degli elettroni in un solido possa essere trattato classicamente. Il comportamento rassomiglia alla dinamica in un flipper con un mare di elettroni che casualmente urtano e riurtano degli ioni molto più pesanti, che vibrano intorno alla posizione di equilibrio a causa della agitazione termica. Il gas di elettroni liberi quindi scambia energia con gli ioni e assume la stessa energia media. 

## Ipotesi
Il modello di Drude considera il metallo formato da ioni carichi positivamente da cui si sono staccati, delocalizzandosi, gli elettroni di valenza.
Il modello assume che il materiale contenga un "gas di elettroni" classici, non interagenti, di densità n e quindi la velocità quadratica media {\displaystyle \langle v^{2}\rangle } è data dal teorema di equipartizione dell'energia:
{\displaystyle {\frac {1}{2}}m_{e}\langle v^{2}\rangle ={\frac {3}{2}}k_{B}T}
indicando con {\displaystyle m_{e}} la massa dell'elettrone, con {\displaystyle k_{B}} la costante di Boltzmann e con {\displaystyle T} la temperatura. A temperatura ambiente le velocità quadratiche medie degli elettroni sono maggiori di 1×105 m/s.
Il modello trascura le interazioni a distanza tra elettroni e ioni e le interazioni tra elettroni, limitandosi a considerare la sola possibilità di collisioni istantanee tra elettroni liberi e ambiente. Il tempo medio tra collisioni, indicato con {\displaystyle \tau }, è detto tempo di rilassamento.

## Conduttività elettrica

### Corrente continua
Immaginando che localmente sia presente un campo elettrico {\displaystyle {\vec {E}}} che non varia nel tempo esso eserciterà sugli elettroni una forza di trascinamento:
{\displaystyle -e{\vec {E}}}
a cui si oppone una forza di attrito viscoso dovuta alle collisioni con gli ioni:
{\displaystyle -m_{e}{\vec {v}}_{d}/\tau }
Notiamo come {\displaystyle v_{d}} è la velocità di deriva che è sempre di molti ordini di grandezza inferiore alla velocità quadratica media.
Se il tempo di rilassamento è molto piccolo, come si evince a posteriori vedi tabella, il moto dei singoli elettroni è un moto a velocità costante: 
{\displaystyle -e{\vec {E}}-m_{e}{\vec {v}}_{d}/\tau =0}
Dalla definizione di densità di corrente elettrica:
{\displaystyle {\vec {j}}=-en{\vec {v}}_{d}}
segue che:
{\displaystyle {\vec {j}}={\frac {e^{2}}{m_{e}}}n\tau {\vec {E}}=\sigma {\vec {E}}}
definendo con {\displaystyle \sigma ={\frac {e^{2}}{m_{e}}}\,n\,\tau \,} la conducibilità elettrica, proporzionale (a meno di una costante legata a massa e carica dell'elettrone) al semplice prodotto tra la densità elettronica e il tempo di rilassamento. Quindi il modello di Drude giustifica la legge di Ohm, la più semplice relazione costitutiva (quella lineare) per i conduttori elettrici.
Il tempo di rilassamento è in tutti i metalli molto piccolo, come si evince da alcuni casi mostrati in tabella.
| Elemento | {\displaystyle n\ (10^{28}\ m^{-3})} | {\displaystyle \tau (10^{-14}\ s)} | {\displaystyle \sigma _{[293K]}\ (10^{6}\ S/m)} |
| -------- | ------------------------------------ | ---------------------------------- | ----------------------------------------------- |
| Na       | 2.65                                 | 2.8                                | 21.0                                            |
| Cu       | 8.47                                 | 2.5                                | 59.5                                            |
| Al       | 18.1                                 | 0.74                               | 37.7                                            |
| Fe       | 17                                   | 0.22                               | 10.4                                            |

La velocità di deriva è di molti ordini di grandezza inferiore alla velocità quadratica media dovuta alla agitazione termica.

### Corrente alternata
Il modello microscopico della legge di Ohm si può estendere facilmente in corrente alternata considerando un campo elettrico variabile nel tempo con la legge sinusoidale (i è l'unità immaginaria):
{\displaystyle E(t)=E_{\omega }\exp(-i\omega t)}
Considerando l'equazione della dinamica di un singolo elettrone :
{\displaystyle m{\frac {dv}{dt}}=-{\frac {mv}{\tau }}-eE(t)}
Imponendo che la soluzione sia del tipo:
{\displaystyle v(t)=v_{\omega }\exp(-i\omega t)}
ovvero effettuando la trasformata di Fourier dell'equazione della dinamica dell'elettrone, segue che:
{\displaystyle -i\omega mv_{\omega }=-{\frac {mv_{\omega }}{\tau }}-eE_{\omega }}
da cui:
{\displaystyle {\frac {mv_{\omega }}{\tau }}(1-i\omega \tau )=-eE_{\omega }}
Se chiamo, estendendo il concetto di densità di corrente:
{\displaystyle j_{\omega }=-env_{\omega }}
da cui segue la generalizzazione della legge di Ohm in corrente alternata:
{\displaystyle {\frac {m}{e^{2}n\tau }}(1-i\omega \tau )j_{\omega }=E_{\omega }}
ovvero si ritrova nuovamente una legge di Ohm per i fasori:
{\displaystyle {\vec {j}}_{\omega }=\sigma (\omega ){\vec {E}}_{\omega }}
in cui la conducibilità subisce però una correzione dovuta alla oscillazione della corrente con pulsazione ω:
{\displaystyle \sigma (\omega )={\frac {e^{2}}{m_{e}}}n\tau {\frac {1}{1-i\omega \tau }}={\frac {\sigma _{0}}{1-i\omega \tau }}}
La presenza di τ in combinazione con la pulsazione ω fa infatti sì che vi sia uno sfasamento tra corrente e tensione, e questo con l'algebra dei numeri complessi si esprime mediante una conducibilità complessa. Solo quando {\displaystyle \omega \tau \approx 0.1} si cominciano a risentire effetti connessi con la parte immaginaria della resistenza. Ma abbiamo visto come {\displaystyle \tau } sia dell'ordine di frazioni di picosecondo per cui solo alle frequenze molto elevate (a partire dall'infrarosso) si hanno effetti connessi con la parte immaginaria della conducibilità.

## Capacità termica
Il modello classico dell'elettrone ha una chiara incongruenza macroscopica: la capacità termica dei metalli. La legge di Dulong-Petit afferma che tutti i solidi hanno un calore specifico adimensionale (ovvero in unità R) pari a {\displaystyle 3}. Ci si aspetterebbe, quindi che essendo presenti in una mole di metallo anche {\displaystyle N_{A}Z_{c}} particelle libere, gli elettroni di conduzione debbano contribuire significativamente all'energia interna. Si è indicata con {\displaystyle N_{A}} la costante di Avogadro e con {\displaystyle Z_{c}} la valenza del metallo, cioè il numero di elettroni liberi messi a disposizione da ogni singolo atomo. L'energia interna dei metalli dovrebbe avere un termine in più elettronico:
{\displaystyle U_{e}={\frac {3}{2}}N_{A}k_{B}TZ_{c}={\frac {3}{2}}RTZ_{c}}
e quindi il calore specifico adimensionale dovuta al solo gas di elettroni di conduzione, la derivata di tale espressione rispetto alla temperatura, dovrebbe essere pari a:
{\displaystyle c_{e}={\frac {3}{2}}Z_{c}}
In definitiva il calore specifico adimensionale dei metalli dovrebbe essere:
{\displaystyle c_{th}=3+{\frac {3}{2}}Z_{c}}
La tabella seguente illustra come tale comportamento sia completamente diverso dal valore sperimentale. Infatti nella seconda colonna sono dati i calori specifici sperimentali di alcuni elementi e nelle ultime due colonne viene riportato sia il valore appena calcolato {\displaystyle c_{th}}, che quanto trovato sperimentalmente a temperatura ambiente per alcuni metalli:
| Elemento | {\displaystyle Z_{c}} | {\displaystyle c_{th}}(unità R) | {\displaystyle c_{exp}}(unità R) |
| -------- | --------------------- | ------------------------------- | -------------------------------- |
| Na       | 1                     | 4,5                             | 3,39                             |
| Cu       | 1                     | 4,5                             | 2,94                             |
| Al       | 3                     | 7,5                             | 2,91                             |
| Fe       | 2                     | 6                               | 3,02                             |

Il modello di Drude non spiega in maniera assoluta il comportamento degli elettroni, mentre il modello di Dulong-Petit sembra rendere conto perfettamente del comportamento di tutti i solidi indipendentemente se siano isolanti o conduttori.

## Conducibilità termica
Per piccole differenze di temperature vale nei solidi la legge di Fourier dice che la corrente termica (che ha dimensioni di un calore diviso un tempo) è proporzionale al gradiente di temperatura:
{\displaystyle {\vec {J}}^{T}=-\kappa \nabla T}
La costante di proporzionalità è chiamata conducibilità termica. 
Il modello di Drude ha avuto molto successo, in quanto spiega quantitativamente la legge di Wiedemann-Franz, una legge empirica che esprime il fatto facilmente verificabile che i buoni conduttori di calore sono anche buoni conduttori elettrici. Tale legge afferma che il prodotto tra la resistività elettrica {\displaystyle \rho }, la conducibilità termica {\displaystyle \kappa } divisa la temperatura assoluta, è una costante universale per tutti metalli:
{\displaystyle {\frac {\rho \kappa }{T}}=\mathrm {Lo} =2.44\times 10^{-8}\,\mathrm {W\,\Omega \,K^{-2}} }
Il parametro Lo è detto numero di Lorenz.
Consideriamo un caso unidimensionale in cui gli elettroni si muovono solo lungo l'asse delle {\displaystyle x}. In maniera tale che fissata l'attenzione in un punto dello spazio {\displaystyle x} metà degli elettroni verranno dal lato ad alta temperatura e metà dal lato a bassa temperatura. Quindi 
se definiamo {\displaystyle {\cal {E[T(x')]}}} l'energia termica per elettrone in un metallo dovuta alla ultima connessione.  Quindi arrivano dal lato a temperatura più alta dal punto {\displaystyle x'=x-v_{x}\tau } e dal lato a temperatura più bassa {\displaystyle x'=x+v_{x}\tau }
La corrente termica (nel caso unidimensionale uno scalare) che
{\displaystyle j^{T}={\frac {1}{2}}nv_{x}\left\{{\cal {E[T(x-v_{x}\tau )]-{\cal {E[T(x+v_{x}\tau )]}}}}\right\}}
Abbiamo messo {\displaystyle n/2} in quanto la metà degli elettroni per unità di volume viene da un lato e la metà dall'altro. Se la variazione di temperatura locale è piccola rispetto al cammino libero medio  {\displaystyle \ell =v_{x}\tau } possiamo approssimare con:
{\displaystyle j^{T}=nv_{x}^{2}\tau {\frac {d{\cal {E}}}{dT}}\left(-{\frac {dT}{dx}}\right)}
Quindi andando al modello tridimensionale bisogna rimpiazzare la velocità quadratica media {\displaystyle \langle v_{x}^{2}\rangle } con la velocità {\displaystyle \langle v^{2}\rangle } mediata su tutte le tre direzioni spaziali: poiché non vi è nessuna direzione privilegiata nello spazio {\displaystyle \langle v_{x}^{2}\rangle =\langle v_{y}^{2}\rangle =\langle v_{z}^{2}\rangle }, si ha che a {\displaystyle \langle v_{x}^{2}\rangle } va sostituito {\displaystyle \langle v^{2}\rangle /3}, per cui:
{\displaystyle {\vec {j}}^{T}={\frac {n}{3}}v^{2}\tau {\frac {d{\cal {E}}}{dT}}\left(-\nabla T\right)}
Quindi confrontando l'espressione della legge di Fourier:
{\displaystyle \kappa ={\frac {n}{3}}v^{2}\tau {\frac {d{\cal {E}}}{dT}}}
Ponendo {\displaystyle \tau ={\tfrac {m}{ne^{2}\rho }}} (legge di Ohm) e {\displaystyle \langle {\cal {E}}\rangle ={\tfrac {1}{2}}mv^{2}={\tfrac {3}{2}}k_{B}T} (usando l'ipotesi rivelatasi sbagliata per il calore specifico elettronico) di conseguenza {\displaystyle {\tfrac {d{\cal {E}}}{dT}}={\tfrac {3}{2}}k_{B}} si ha che:
{\displaystyle \kappa ={\frac {n}{3}}{\frac {3k_{B}T}{m}}{\frac {m}{ne^{2}\rho }}{\frac {3}{2}}k_{B}={\frac {3k_{B}^{2}T}{2e^{2}\rho }}}
da cui:
{\displaystyle {\frac {\kappa \rho }{T}}={\frac {3k_{B}^{2}}{2e^{2}}}=1.11\cdot 10^{-8}\ \Omega W/K^{2}}
che è circa la metà del valore sperimentale.

## Coefficiente di Seebeck
Il modello di Drude può essere usato per calcolare l'effetto Seebeck: cioè la differenza di potenziale che si crea se applico una differenza di temperatura tra gli estremi di un conduttore. Se gli elettroni sono un gas libero di particelle carico mi aspetto una densità minore dove la temperatura è maggiore. Quindi per compensare l'effetto si crea localmente un campo elettrico che bilancia tale sbilanciamento di densità:
{\displaystyle {\vec {E}}=S\nabla T}
dove la costante {\displaystyle S,} è chiamato coefficiente di Seebeck.
Si può calcolare la velocità quadratica media in una dimensione dovuto al gradiente di temperatura (se gli elettroni fossero senza carica):
{\displaystyle v_{T}={\frac {1}{2}}\left[v_{x}(x-v_{x}dt)-v_{x}(x+v_{x}dt)\right]=-dt{\frac {d}{dx}}\left({\frac {v_{x}^{2}}{2}}\right)}
In tre dimensioni si ha che {\displaystyle v_{x}^{2}={\frac {1}{3}}v^{2}}, ma anche {\displaystyle \nabla {\vec {v}}_{T}\longrightarrow {\frac {dv^{2}}{dT}}\nabla T}. Per cui posso riscrivere in tre dimensioni:
{\displaystyle {\vec {v}}_{T}=-{\frac {dt}{6}}{\frac {dv^{2}}{dT}}\nabla T}
Ma essendo gli elettroni carichi si genera un campo elettrico locale che determina una velocità eguale e contraria:
{\displaystyle {\vec {v}}_{T}+{\vec {v}}_{E}=0}. L'espressione di {\displaystyle {\vec {v}}_{E}} è:
{\displaystyle {\vec {v}}_{E}=-{\frac {edt}{m_{e}}}{\vec {E}}}
da cui, sommando nel bilancio le due componenti e dividendo per il dt:
{\displaystyle -{\frac {1}{6}}{\frac {dv^{2}}{dT}}\nabla T-{\frac {e}{m_{e}}}{\vec {E}}=0}
Essendo
{\displaystyle {\frac {1}{2}}m_{e}v^{2}={\frac {3}{2}}k_{B}T} segue che:
{\displaystyle {\frac {dv^{2}}{dT}}={\frac {3k_{B}}{m_{e}}}}
Quindi riordinando il bilancio si ottiene che:
{\displaystyle {\vec {E}}=-{\frac {k_{B}}{2e}}\nabla T}
ovvero il coefficiente di Seebeck vale:
{\displaystyle S=-{\frac {k_{B}}{2e}}}
I valori misurati del coefficiente di Seebeck nei metalli dipendono dai metalli e sono due ordini di grandezza più piccoli. Quindi il modello di Drude in questo caso fornisce un risultato completamente errato.